# Maria Tarnowska

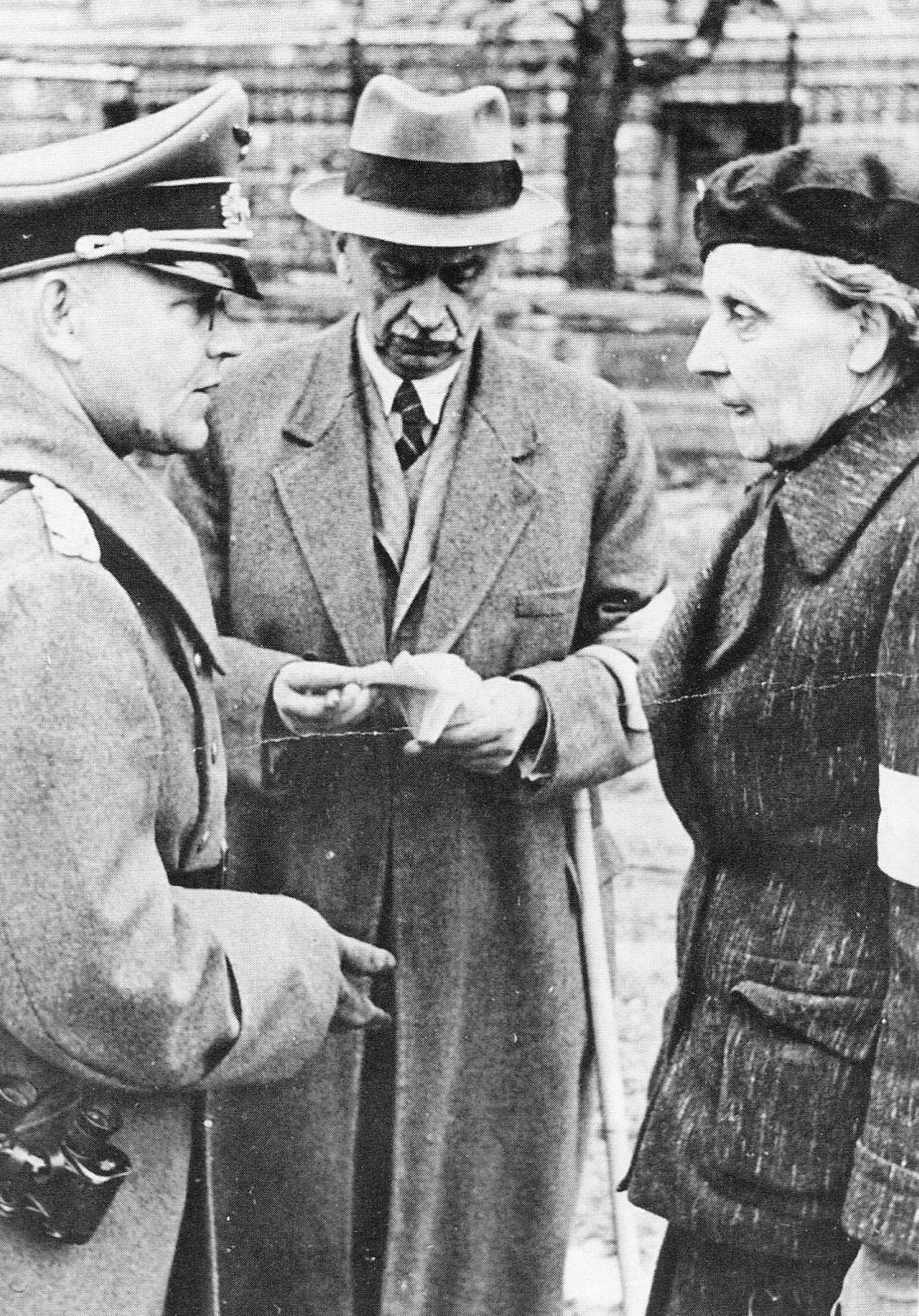
Maria Tarnowska podczas rozmów kapitulacyjnych pod koniec powstania warszawskiego 1944

Maria Aniela Tarnowska ze Światopełk-Czetwertyńskich (ur. 6 lipca 1880 w Milanowie, zm. 10 lipca 1965 w Warszawie) – polska księżna, działaczka społeczna, major Armii Krajowej.

## Życiorys
Urodziła się w majątku ojca Włodzimierza Ludwika Światopełk-Czetwertyńskiego h. Pogoń Ruska i Marii Wandy Felicji z hr. Uruskich h. Sas (1853–1931). Ojciec brał udział w powstaniu styczniowym, za co został zesłany na Syberię, dziadek Marii – książę Kalikst Światopełk-Czetwertyński – brał udział w powstaniu listopadowym. Otrzymała staranne wychowanie. Miała pięcioro rodzeństwa, w tym brata Seweryna Czetwertyńskiego. 10 września 1901 poślubiła hrabiego Adama Tarnowskiego h. Leliwa, dyplomatę austro-węgierskiego. Mieli syna Andrzeja Jana Mariana (1902–1949).
Przed I wojną światową brała udział w tajnym nauczaniu. Była sanitariuszką podczas wojen bałkańskich oraz na froncie austriacko-rosyjskim I wojny światowej. W czasie wojny polsko-bolszewickiej była komendantem czołówki Czerwonego Krzyża. W 1923 została, jako pierwsza Polka, odznaczona Medalem Florence Nightingale. Po wojnie weszła w skład zarządu Polskiego Czerwonego Krzyża. W 1928 była przewodniczącą Wydziału Sióstr PCK. Dzięki jej inicjatywie w okresie międzywojennym powstało społecznie w całej Polsce ok. 300 wiejskich ośrodków zdrowia.
W 1942 została aresztowana przez Gestapo pod zarzutem nielegalnego przyjęcia pieniędzy dla PCK z zagranicy. Przez kilka miesięcy więziona na Pawiaku. Po zwolnieniu wstąpiła do konspiracji, uzyskała stopień porucznika AK, we wrześniu 1944 została awansowana do stopnia majora. Z racji wysokiej pozycji społecznej i doświadczenia delegowano ją w czasie powstania warszawskiego do rozmów z Niemcami na temat ewakuacji ludności cywilnej, która umożliwiła wyprowadzenie w dniach 8–10 września 1944 z Warszawy 20–25 tysięcy osób, głównie kobiet, dzieci i starców. Brała udział również w negocjacjach kapitulacyjnych.
W marcu 1945 została aresztowana przez Milicję Obywatelską pod zarzutem kolaboracji z Niemcami. Przez miesiąc przetrzymywano ją w Olkuszu, była przesłuchiwana przez NKWD. W styczniu 1946 Tarnowscy opuścili Warszawę i Polskę, by spotkać się z synem w Szwajcarii. Po śmierci męża w 1946 wyjechała do Rio de Janeiro do mieszkającego tam od 1943 syna. W 1949 w wypadku samochodowym w Brazylii zginął jej jedyny syn Andrzej. Do Polski wróciła w 1958, Polski Czerwony Krzyż przydzielił jej jednopokojowe mieszkanie na ul. Poznańskiej w Warszawie. Pochowana na cmentarzu Powązkowskim w Warszawie (kwatera Pod Murem II-1-31).
Jej książkę zatytułowaną Wspomnienia opublikowała Krajowa Agencja Wydawnicza w 2002 (ISBN 83-88072-49-8).

## Ordery i odznaczenia
- Krzyż Komandorski Orderu Odrodzenia Polski (pośmiertnie, 4 lipca 2016)[6]
- Krzyż Walecznych[7] (1920)
- Złoty Krzyż Zasługi z Mieczami (1944)[8]
- Złoty Krzyż Zasługi (13 stycznia 1927)[9][7]
- Medal Niepodległości[7]
- Medal Pamiątkowy za Wojnę 1918–1921[7]
- Medal Dziesięciolecia Odzyskanej Niepodległości[7]
- Medal Florence Nightingale (1923)

## Upamiętnienie
W 1999 w Polskim Czerwonym Krzyżu został ustanowiony i wyemitowany medal pamiątkowy na rewersie którego umieszczono postać Marii Tarnowskiej.